# 2-Ethylacrolein
2-Ethylacrolein ist als Homologes des Methacroleins ein ungesättigter C5-Aldehyd und ein Struktur-isomeres des Tiglinaldehyds. Das Alkenal 2-Ethylpropenal ist Ausgangsstoff (engl. building block) für Di(trimethylolpropan) Di-TMP, 2-Ethylacrylsäure, alkylierte Pyridincarbonsäuren und Chinolincarbonsäuren, sowie für eine (von vielen) Synthesevarianten zur Terpenvorstufe Isopren.

## Vorkommen und Darstellung
Zur Darstellung von 2-Ethylacrolein wird n-Butyraldehyd mit Formaldehyd-Lösung  (40 % in Wasser) in Gegenwart von Diethanolamin-oxalat in einer Aldolkondensation zur Reaktion gebracht, wobei nach Destillation das Reinprodukt in 94,5 %iger Ausbeute erhalten wird.
In Gegenwart von schwach saurem Dimethylaminhydrochlorid entsteht 2-Ethylacrolein in 73 % Ausbeute.
Die Reaktion kann auch in der Gasphase bei Temperaturen von 275 bis 300 °C an einem Wolframoxid-Kontakt mit hoher Selektivität durchgeführt werden.

## Eigenschaften
2-Ethylacrolein ist ein klare, stechend riechende Flüssigkeit, die sich in Wasser praktisch nicht löst, aber in Alkoholen und Alkylbenzolen, wie Toluol oder Ethylbenzol löslich ist. Wegen ihrer Oxidationsempfindlich-keit ist die Verbindung mit Hydrochinon stabilisiert. Im Ames-Test mit Salmonella Typhimurium-Bakterien erwies sich 2-Ethylacrolein als mutagen.

## Anwendungen
Die Isomerisierung von 2-Ethylpropenal zu Tiglinaldehyd durch Erhitzen in Gegenwart eines Palladium-Kontakts erfolgt in Lösung oder in der Gasphase, wobei die Zuführung von Wasserstoff die Reaktion erheblich beschleunigt und die Ausbeute erhöht. Dabei werden Gemische mit bis zu 75 % Tiglinaldehyd (A) und 22 % des gesättigten Aldehyds 2-Methylbutanal (B) erhalten werden.
Der trans-isomere Tiglinaldehyd (trans-2-Methyl-2-butenal) ist eine der flüchtigen Hauptkomponenten von Koriander und von Olivenöl.
Das bei der Hydrierung von 2-Ethylacrolein gebildete 2-Methylbutanal kann bei 400 °C an Caesiumcarbonat-dotierten Zeolithen zu Isopren dehydratisiert werden.
Mit hohen Selektivitäten (bis > 90 %), jedoch bei nur mittleren Umsätzen (< 50 %) und hoher Temperatur hat sich dieser Syntheseweg zu Isopren im industriellen Maßstab nicht durchsetzen können.
Aus 2-Ethylacrolein ist auch in einer mehrstufigen Synthese 2-Ethylbutadien zugänglich,
das mit stereospezifischen Katalysatoren für die Isoprenpolymerisation, wie z. B. Titantetrachlorid (TiCl4) / Triethylaluminium [Al(C2H5)3] / Bortrifluorid-Phenol-Komplex (1:2) praktisch ausschließlich (98 %) zu hochmolekularen cis-1,4-Polymeren, mit Vanadium(V)-oxidtrichlorid (VOCl3) / Triethylaluminium überwiegend (80 %) zu trans-1,4-Strukturen polymerisiert werden kann. Die cis-1,4-Polymeren zeigen Gummielastizität und können wie Polyisopren mit Schwefel vulkanisiert werden.
Die Oxidation von 2-Ethylacrolein zu 2-Ethylacrylsäure erfolgt mit 90 %igem Wasserstoffperoxid (H2O2) und Selendioxid (SeO2) als Katalysator in tert-Butanol als Lösungsmittel in guten Ausbeuten.
2-Ethylacrylsäure kann mit dem Radikalstarter Azobis(isobutyronitril) AIBN in Substanz zu Poly(2-Ethylacrylsäure) polymerisiert werden.
Bei der Reaktion von 2-Ethylacrolein mit überschüssigem 1,1,1-Trimethylolpropan und Formaldehyd in Gegenwart von Triethylamin entsteht durch Aldolreaktion und anschließende gekreuzte Cannizzaro-Reaktion der vierwertige Alkohol Di(trimethylolpropan) Di-TMP als Hauptprodukt.
Die Doebner-Miller-Reaktion von 2-Ethylacrolein mit 2-Aminophenol und 4-Nitrophenol erzeugt 3-Ethyl-8-hydroxychinolin.
In ähnlicher Weise können andere, in 8-Stellung substituierte, 3-Ethylchinoline dargestellt werden.
Die Ausgangsverbindung für das in der EU nicht zugelassene Herbizid Imazethapyr aus der Gruppe der Imidazolinone ist 5-Ethyl-2,3-pyridindicarbonsäurediethylester, der praktisch quantitativ aus 2-Chlor-3-oxobernsteinsäurediethylester (einem Oxalessigester der CAS-Nr. 34034-87-2) – durch Claisen-Kondensation von Diethyloxalat mit Chloressigsäureethylester einfach zugänglich – und 2-Ethylacrolein mit Ammoniumacetat als Stickstofflieferant erhalten wird.
Einen Zugang zu alkoxymethylierten Malonsäuren eröffnet die Reaktion von 2-Ethylacrolein mit Formaldehyd und Methanol in Gegenwart von Triethylamin (NEt3), wobei zunächst 2-Methoxymethyl-2-hydroxymethylbutanal gebildet wird (67 % Ausbeute). Die Hydroxymethylgruppe und die Aldehydgruppe können mit konzentrierter Salpetersäure (HNO3) in Gegenwart von Mangan(II)-chlorid (MnCl2) zu Carboxygruppen oxidiert werden.
Nach Veresterung mit Dimethylsulfat, Ringschluss mit Methylhydrazin zum Pyrazolderivat und Umsetzung mit Dimethylcarbamoylchlorid erhält man ein Pyrazolinon mit Carbamatstruktur, das insektizide Eigenschaften aufweist.